# Actinote venata
Actinote venata är en fjärilsart som beskrevs av Hayward 1931. Actinote venata ingår i släktet Actinote och familjen praktfjärilar. Inga underarter finns listade i Catalogue of Life.